# Нікі Лауда
Андреас Ніколаус Лауда (нім. Andreas Nikolaus Lauda), відомий як Нікі Лауда (нім. Niki Lauda); (22 лютого 1949 — 20 травня 2019) — австрійський автогонщик, підприємець, менеджер, письменник та коментатор. Триразовий чемпіон світу з автоперегонів у класі Формула-1 (1975, 1977, 1984), засновник авіакомпаній Lauda Air (1980) та Niki (2003).

## Життєпис
Нікі Лауда народився в 1949 році у Відні в династії австрійських банкірів. Родичі не підтримували його захоплення автоспортом, на цьому ґрунті Нікі посварився з багатою родиною, яка позбавила його фінансової підтримки. Лауда прийшов до Ferrari у 1974 році і вже наступного року приніс команді перемогу в Кубку конструкторів, а сам Нікі 5 разів у 14 гонках зайняв верхню сходинку п'єдесталу.
1 серпня 1976 року, через рік після здобуття свого першого чемпіонського титулу, на трасі Нюрбургринг Нікі Лауда з невідомих причин втратив контроль, його автомобіль вдарився у загорожу і спалахнув. З ним уже прощалися в лікарні, але майже дивом (будучи у комі) він одужав і вже за 40 днів повернувся до перегонів, ще в бинтах.
У 1979 році Нікі оголосив про те, що завершує кар'єру гонщика. Відразу ж після цього він став засновником авіакомпанії Lauda Air, яка спеціалізувалася на виконанні чартерних рейсів.

## В кіно
В 2013 році вийшов фільм «Гонка», в якому описується протистояння Джеймса Ганта та Нікі Лауди. Роль Лауда зіграв німецький актор Даніель Брюль.

## Письменництво
У 70-х—80-х Лауда видав чотири книги:
- Niki Lauda. The Art and Science of Grand Prix Driving. Motorbooks International, 1977 (ISBN 0-87938-049-7)
- Niki Lauda. My Years with Ferrari. Motorbooks International, 1978 (ISBN 0-87938-059-4)
- Niki Lauda. The New Formula-1: A Turbo Age. Motorbooks International, 1984 (ISBN 0-87938-179-5)
- Niki Lauda. Mein Story. Orac Verlag, 1986 (ISBN 3701500258)

## Смерть
Помер 20 травня 2019 року в оточенні родини.